# Persone di cognome Jackson/Giocatori di football americano
| Questa pagina contiene informazioni ricavate automaticamente dalle voci biografiche con l'ausilio del template Bio e di un bot. L'aggiornamento è periodico e automatico e ricostruisce completamente la pagina. Se manca una persona in questa lista, sei pregato di non aggiungerla, ma accertati piuttosto che la sua voce biografica contenga il template Bio e che i dati anagrafici siano correttamente compilati. Se il template Bio manca, inseriscilo tu stesso o, in alternativa, metti l'avviso {{tmp\|Bio}} che ne segnala la mancanza. Se i dati riportati sono sbagliati, correggi direttamente la voce biografica; le modifiche saranno visibili in questa lista entro pochi giorni. Per chiarimenti vedi il progetto antroponimi. La lista contiene solo le 57 persone che sono citate nell'enciclopedia e per le quali è stato implementato correttamente il template Bio. Pagina aggiornata al 23 lug 2025. |

Questa è una lista di persone presenti nell'enciclopedia che hanno il cognome Jackson e sono giocatori di football americano.

## A(6)
- Aaron Jackson, giocatore di football americano statunitense (Frankfort, n. 1995)
- Adoree' Jackson, giocatore di football americano statunitense (Belleville, n. 1995)
- Alaric Jackson, giocatore di football americano canadese (Windsor, n. 1998)
- Andrew Jackson, giocatore di football americano statunitense (Lakeland, n. 1992)
- Asa Jackson, giocatore di football americano statunitense (Sacramento, n. 1989)
- Austin Jackson, giocatore di football americano statunitense (Sacramento, n. 1999)

## B(4)
- Billy Jackson, ex giocatore di football americano statunitense (Phenix City, n. 1959)
- Branden Jackson, giocatore di football americano statunitense (McKeesport, n. 1992)
- Brandon Jackson, giocatore di football americano statunitense (Detroit, n. 1985)
- Brennan Jackson, giocatore di football americano statunitense (Montgomery, n. 2000)

## C(2)
- Cardia Jackson, ex giocatore di football americano statunitense (Monroe, n. 1988)
- Chris Jackson, giocatore di football americano statunitense (Minneapolis, n. 1998)

## D(8)
- D'Qwell Jackson, giocatore di football americano statunitense (Largo, n. 1983)
- Dane Jackson, giocatore di football americano statunitense (n. 1996)
- Darrell Jackson, ex giocatore di football americano statunitense (Dayton, n. 1978)
- DeSean Jackson, ex giocatore di football americano statunitense (Los Angeles, n. 1986)
- Dexter Jackson, ex giocatore di football americano statunitense (Quincy, n. 1977)
- Donovan Jackson, giocatore di football americano statunitense (Cypress, n. 2002)
- Donte Jackson, giocatore di football americano statunitense (New Orleans, n. 1997)
- Drake Jackson, giocatore di football americano statunitense (Corona, n. 2001)

## E(1)
- Eddie Jackson, giocatore di football americano statunitense (Lauderdale Lakes, n. 1993)

## F(1)
- Fred Jackson, ex giocatore di football americano statunitense (Fort Worth, n. 1981)

## G(1)
- Gabe Jackson, giocatore di football americano statunitense (Liberty, n. 1991)

## H(1)
- Hue Jackson, ex giocatore di football americano e allenatore di football americano statunitense (Los Angeles, n. 1965)

## J(5)
- J.C. Jackson, giocatore di football americano statunitense (Baltimora, n. 1995)
- Jha'Quan Jackson, giocatore di football americano statunitense (Metairie, n. 2000)
- Joe Jackson, giocatore di football americano statunitense (Homestead, n. 1996)
- Jonah Jackson, giocatore di football americano statunitense (Media, n. 1997)
- Josh Jackson, giocatore di football americano statunitense (Corinth, n. 1995)

## K(5)
- Kareem Jackson, giocatore di football americano statunitense (Macon, n. 1988)
- Keith Jackson, ex giocatore di football americano statunitense (Little Rock, n. 1965)
- Kenny Jackson, ex giocatore di football americano statunitense (Neptune, n. 1962)
- Kevin Jackson, ex giocatore di football americano statunitense (Inglewood)
- Khyree Jackson, giocatore di football americano statunitense (Washington, n. 1999 - Upper Marlboro, † 2024)

## L(3)
- Landon Jackson, giocatore di football americano statunitense (Texarkana, n. 2003)
- Lawrence Jackson, giocatore di football americano statunitense (Los Angeles, n. 1985)
- Luke Jackson, giocatore di football americano australiano (n. 1983)

## M(5)
- Malik Jackson, ex giocatore di football americano statunitense (Northridge, n. 1990)
- McKinnley Jackson, giocatore di football americano statunitense (Lucedale, n. 2001)
- Melvin Jackson, ex giocatore di football americano statunitense (Los Angeles, n. 1954)
- Michael Jackson, ex giocatore di football americano statunitense (Pasco, n. 1957)
- Mike Jackson, giocatore di football americano statunitense (Birmingham, n. 1997)

## R(3)
- Rashawn Jackson, ex giocatore di football americano statunitense (Jersey City, n. 1987)
- Rickey Jackson, ex giocatore di football americano statunitense (Pahokee, n. 1958)
- Robert Jackson, ex giocatore di football americano statunitense (Houston, n. 1954)

## S(2)
- Shedrick Jackson, giocatore di football americano statunitense (Hoover, n. 1999)
- Steven Jackson, ex giocatore di football americano statunitense (Las Vegas, n. 1983)

## T(8)
- Tarron Jackson, giocatore di football americano statunitense (Aiken, n. 1998)
- Tarvaris Jackson, giocatore di football americano statunitense (Montgomery, n. 1983 - Pike Road, † 2020)
- Terry Jackson, ex giocatore di football americano statunitense (Sherman, n. 1955)
- Theo Jackson, giocatore di football americano statunitense (Nashville, n. 1998)
- Tom Jackson, ex giocatore di football americano statunitense (Cleveland, n. 1951)
- Tre' Jackson, giocatore di football americano statunitense (Jesup, n. 1992)
- Tyree Jackson, giocatore di football americano statunitense (Norton Shores, n. 1997)
- Tyson Jackson, giocatore di football americano statunitense (New Orleans, n. 1986)

## V(2)
- Vincent Jackson, giocatore di football americano statunitense (Colorado Springs, n. 1983 - Brandon, † 2021)
- Bo Jackson, ex giocatore di football americano, giocatore di baseball e attore statunitense (Bessemer, n. 1962)